# 矢野峰人
矢野峰人（やの ほうじん、1893年3月11日—1988年5月21日），日本岡山縣人。詩人、英國文學學者。本名為矢野禾積（かづみ）。

## 生平[1]
1893年3月11日，矢野峰人出生於久米北条郡大倭村（今大津村），父母親均早逝。後進入秀實尋常小學校、秀實高等小學校就讀。在三宅嘉藤等師長的鼓勵下，以「翠峰」作為號，開始撰寫文章，也逐漸對於文學產生興趣。1907年進入津山中學校就讀，同年級生有片鋼鐵兵、中山巍等人。畢業後首次上京，進入第三高等學校就讀，與同學成立同人雜誌《楯》。
第三高等學校畢業後，進入京都帝國大學英文學科，英國文學受到上田敏的指導。畢業後曾短暫任職於第三高等學校，後便進入京都帝國大學大學院就讀，研究題目為〈十八世紀以後の英詩〉。而後在西田幾多郎的推薦下，矢野峰人任真宗大谷大學教授。
1926年，坂口昂向幣原坦介紹矢野峰人，為了臺北帝國大學的創建，由臺灣總督府任命矢野峰人先行前往英國留學。1928年，赴台擔任臺北帝國大學文政學部教授，負責西洋文學講座。與同為文政學部的講師島田謹二為終生摯友。且1933年，西川滿在山內義雄的介紹下，結識了矢野峰人。西川滿日後為矢野峰人出版詩集《幻塵集》（1940年）以及《影》（1943年）。1945年日本戰敗，矢野峰人受到留用，任國立臺灣大學文政學科教授，教授英國文學。1947年5月引揚回日本。
戰後歷任同志社大學教授、東京都立大學教授等教職，並曾任東洋大學校長。1988年5月21日，矢野峰人逝世，享壽95歲。著作多為英國文學、詩研究，並有譯詩、詩集出版。2007年，由井村君江、高遠弘美、富士川義之編纂，出版《矢野峰人選集（全三冊）》。

## 著作

### 編選
- 《岡本春彦遺稿》（大阪：星野敬一，1918年12月）。
- 《蒲原有明詩集》（東京：新潮社，1952年）。
- 《世界名詩選（毎日ライブラリー）》（東京：毎日新聞社，1961年）。
- 《上田敏全訳詩集》（東京：岩波書店，1962年）（山內義雄共編）。
- 《与謝野晶子詩歌集》（東京：弥生書房，1965年）。
- 《上田敏全訳詩集》（東京：岩波書店，1983年）（山內義雄共編）。
- 《日夏耿之介全集 第1卷 （詩集）》（東京：河出書房新社，1991年1月）。（矢野峰人、山内義雄、吉田健一監修）。
- 《日夏耿之介全集 第8卷 （隨筆・創作）》（東京：河出書房新社，1991年1月）。（矢野峰人、山内義雄、吉田健一監修）。

### 翻譯
- シモンズ，《シモンズ選集（アルス泰西名詩選　第4編）》（東京：アルス，1921年12月）。
- ロオデンバッハ，《墳墓》（台北：媽祖書房，1936年3月）。
- 奥瑪開儼，《四行詩集：古代波斯》（台北：媽祖書房，1938年5月）。
- 《黒き猟人：矢野峰人譯詩集》（台北：大木書房，1943年9月）。
- アアネスト・ダウスン，《今やわれ心やさしきシナラの下に在りし日のわれにはあらず》（東京：人間の星社，1977年11月）。
- ロオデンバッハ，《墳墓》（東京：沖積舎，1985年8月）。
- オマル・カイヤーム，《ルバイヤート集成》（東京：国書刊行会，2005年1月）。

### 創作、論著
- 《黙祷》（東京：水甕社，1919年4月）。
- 《近代英文學史》（東京：第一書房，1926年6月）。
- 《詩学雑考》（東京：第一書房，1926年6月）。
- 《近代英文学史　改訂版》（東京：第一書房，1929年11月）。
- 《片影》（東京：研究社，1931年9月）。
- 《近代英詩評釈》（東京：三省堂，1935年6月）。
- 《幻塵集》（台北：日孝山房，1940年2月）。
- 《アイルランド文芸復興》（東京：弘文堂，1940年）。
- 《半面像》（台北：大木書房，1943年9月）。
- 《影 : 第三詩集》（台北：日孝山房，1943年11月）。
- 《近英文芸批評史》（大阪：全國書房，1943年12月）。
- 《アーノルド論攷》（大阪：全國書房，1947年）。
- 《蒲原有明研究》（東京：国立書院，1948年）。
- 《曲中人物》（京都：靖文社，1948年）。
- 《思旧帖：随筆集》（京都：関書院，1948年）。
- 《途上》（東京：国立書院，1948年）。
- 《詩学入門》（大阪：堀書店，1949年）。
- 《『文学界』と西洋文学》（京都：門書房，1951年）。
- 《去年の雪 : 文学的自叙伝》（東京：大雅書房，1955年）。
- 《英文学夜話》（東京：研究社出版，1955年）。
- 《ポープ》（東京：研究社出版，1955年）。
- 《比較文学 : 考察と資料》（東京：南雲堂，1956年）。
- 《英文学の特性》（東京：松柏社，1956年）。
- 《文学史の研究》（東京：松柏社，1958年）。
- 《蒲原有明研究 : 附・有明逸詩抄 増訂版》（東京：刀江書院，1959年）。
- 《新・文学概論》（東京：大明堂，1961年）。
- 《日本英文学の学統：逍遥、八雲、敏、禿木》（東京：研究社出版，1961年）。
- 《『文学界』と西洋文学 新訂版》（東京：學友社，1970年）。
- 《ヴィクトリア朝の詩 新訂版》（東京：學友社，1971年）。
- 《鉄幹・晶子とその時代》（東京：弥生書房，1973年）。
- 《世紀末英文学史 : 補訂近代英文学史》（東京：牧神社，1978年12月-1979年2月）
- 《比較文学 : 考察と資料 増補改訂版》（東京：南雲堂，1978年3月）。
- 《蒲原有明研究》（東京：日本図書センター，1984年9月）。
- 《猟書今昔物語》（東京：展望社，2001年5月）。

### 紀念文集
- 矢野博士還暦記念刊行会編，《近代文芸の研究：矢野禾積博士還暦記念論文集》（東京：北星堂書店，1956年）。

### 選集
- 《矢野峰人選集（全三冊）》（東京：国書刊行会，2007年8月）（井村君江、高遠弘美、富士川義之編纂）。

## 外部連結
- 岡山県立図書館　レファレンスデータベース　矢野峰人 （页面存档备份，存于）
- 吉備路文学館　矢野峰人について （页面存档备份，存于）
- 訳詩者「矢野峰人」について （页面存档备份，存于）